# Нове Босево
Нове Босево (пол. Nowe Bosewo) — село в Польщі, у гміні Длуґосьодло Вишковського повіту Мазовецького воєводства.
Населення — 69 осіб (2011).
У 1975-1998 роках село належало до Остроленцького воєводства.

## Демографія
Демографічна структура станом на 31 березня 2011 року:
|          | Загалом | Допрацездатний вік | Працездатний вік | Постпрацездатний вік |
| -------- | ------- | ------------------ | ---------------- | -------------------- |
| Чоловіки | 26      | 4                  | 18               | 4                    |
| Жінки    | 43      | 4                  | 28               | 11                   |
| Разом    | 69      | 8                  | 46               | 15                   |